# Charles Habib Malik
Charles Habib Malik, arab. ‏شارل مالك‎ (ur. 1906 w Bitirramie, zm. 28 grudnia 1987 w Bejrucie) – libański filozof, dyplomata i polityk, prawosławny chrześcijanin.

## Życiorys
Charles Malik urodził się w 1906 r. w regionie Al-Kura, na północy Libanu. W 1927 r. ukończył matematykę i fizykę na Uniwersytecie Amerykańskim w Bejrucie. W 1932 r. podjął studia filozoficzne na Harvard University oraz Uniwersytecie w Heidelbergu. Po powrocie do Libanu objął katedrę filozofii na macierzystej uczelni.
W latach 1945–1953 pracował jako specjalny przedstawiciel Libanu w Stanach Zjednoczonych, przy ONZ oraz na Kubie (1946-1953). Odegrał znaczącą rolę przy opracowywaniu Powszechnej Deklaracji Praw Człowieka. W 1948 r. sprawował funkcję przewodniczącego Rady Gospodarczej i Społecznej ONZ, a w latach 1951–1952 kierował Komisją Praw Człowieka. W latach 1953–1955 był libańskim ambasadorem w Waszyngtonie. Następnie kierował ministerstwem spraw zagranicznych Libanu (1956-1958) oraz resortem edukacji (1956-1957). Natomiast w 1958 został przewodniczącym 13. sesji Zgromadzenia Ogólnego ONZ.
W latach 60. powrócił do działalności naukowej. Wykładał na wielu uczelniach, m.in. Uniwersytecie Amerykańskim w Bejrucie, Harvard University, American University w Washingtonie, Dartmouth College w New Hampshire, University of Notre Dame, The Catholic University of America oraz University of Waterloo w Kanadzie. Angażował się również w działalność religijną. Był prezesem Światowej Rady Edukacji Chrześcijańskiej (1967-1971) oraz wiceprzewodniczącym United Bible Societies (1966-1972).
Charles Malik był jedną z czołowych postaci Frontu Libańskiego, organizacji politycznej zrzeszającej chrześcijańskie stronnictwa podczas libańskiej wojny domowej.